# Timopoyetina
La lámina-asociada del polipéptido 2, isoformas beta/gamma es una proteína que en humanos es codificada por el gen TMPO.
La timopoyetina es una proteína involucrada en la inducción de la proteína CD90 en el timo. El gen de la timopoyetina (TMPO) codifica tres ARNm empalmados alternativamente que codifican proteínas con masas moleculares de 75 kDa (alfa), 51 kDa (beta) y 39 kDa (gamma), respectivamente, las cuales son expresadas ubicuamente, en todas las células. El gen TMPO humano se ubica en la banda cromosómica 12q22, e incluye ocho exones. El TMPO alfa es expresado difusamente con el núcleo celular, mientras que los TMPO beta y gamma están ubicados en la membrana nuclear. El TMPO beta es un análogo humano de la proteína murina LAP2 (polipéptido 2 asociado a la lámina). El LAP2 juega un papel en la regulación de la arquitectura nuclear al unirse con la lámina B1 y los cromosomas. Esta interacción es regulada por fosforilación durante la mitosis. Dado la ubicación nuclear de estas tres isoformas TMPO, es poco probable que estas proteínas jueguen algún rol en la inducción del CD90.

## Interacciones
Se ha demostrado que la timopoyetina interactúa con el factor barrera a la autointegración 1, AKAP8L, LMNB1 y LMNA.

## Lectura adicional (en inglés)
- Harris CA, Andryuk PJ, Cline SW, Mathew S, Siekierka JJ, Goldstein G (1995). «Structure and mapping of the human thymopoietin (TMPO) gene and relationship of human TMPO beta to rat lamin-associated polypeptide 2». Genomics 28 (2): 198-205. PMID 8530026. doi:10.1006/geno.1995.1131.
- Dechat T, Vlcek S, Foisner R (2000). «Review: lamina-associated polypeptide 2 isoforms and related proteins in cell cycle-dependent nuclear structure dynamics.». J. Struct. Biol. 129 (2-3): 335-45. PMID 10806084. doi:10.1006/jsbi.2000.4212.
- Twomey JJ, Goldstein G, Lewis VM, et al. (1977). «Bioassay determinations of thymopoietin and thymic hormone levels in human plasma.». Proc. Natl. Acad. Sci. U.S.A. 74 (6): 2541-5. PMC 432209. PMID 302007. doi:10.1073/pnas.74.6.2541.
- Heavner GA, Audhya T, Goldstein G (1990). «Peptide analogs of thymopentin distinguish distinct thymopoietin receptor specificities on two human T cell lines.». Regul. Pept. 27 (2): 257-62. PMID 2158125. doi:10.1016/0167-0115(90)90044-W.
- Audhya T, Schlesinger DH, Goldstein G (1987). «Isolation and complete amino acid sequence of human thymopoietin and splenin.». Proc. Natl. Acad. Sci. U.S.A. 84 (11): 3545-9. PMC 304911. PMID 3473468. doi:10.1073/pnas.84.11.3545.
- Fuccello A, Audhya T, Talle MA, Goldstein G (1984). «Immunoassay for bovine serum thymopoietin: discrimination from splenin by monoclonal antibodies.». Arch. Biochem. Biophys. 228 (1): 292-8. PMID 6364989. doi:10.1016/0003-9861(84)90070-5.
- Hara H, Hayashi K, Ohta K, et al. (1995). «A new thymopoietin precursor gene from human thymus.». Biochem. Mol. Biol. Int. 34 (5): 927-33. PMID 7703909.
- Goldstein G, Schlesinger DH, Audhya T (1994). «Isolation and complete amino acid sequence of human thymopoietin and splenin.». Proc. Natl. Acad. Sci. U.S.A. 91 (13): 6249. PMC 44176. PMID 8016147. doi:10.1073/pnas.91.13.6249.
- Harris CA, Andryuk PJ, Cline SW, et al. (1996). «Structure and mapping of the human thymopoietin (TMPO) gene and relationship of human TMPO beta to rat lamin-associated polypeptide 2.». Genomics 28 (2): 198-205. PMID 8530026. doi:10.1006/geno.1995.1131.
- Andersson B, Wentland MA, Ricafrente JY, et al. (1996). «A "double adaptor" method for improved shotgun library construction.». Anal. Biochem. 236 (1): 107-13. PMID 8619474. doi:10.1006/abio.1996.0138.
- Berger R, Theodor L, Shoham J, et al. (1996). «The characterization and localization of the mouse thymopoietin/lamina-associated polypeptide 2 gene and its alternatively spliced products.». Genome Res. 6 (5): 361-70. PMID 8743987. doi:10.1101/gr.6.5.361.
- Yu W, Andersson B, Worley KC, et al. (1997). «Large-scale concatenation cDNA sequencing.». Genome Res. 7 (4): 353-8. PMC 139146. PMID 9110174. doi:10.1101/gr.7.4.353.
- Furukawa K, Fritze CE, Gerace L (1998). «The major nuclear envelope targeting domain of LAP2 coincides with its lamin binding region but is distinct from its chromatin interaction domain.». J. Biol. Chem. 273 (7): 4213-9. PMID 9461618. doi:10.1074/jbc.273.7.4213.
- Furukawa K, Kondo T (1998). «Identification of the lamina-associated-polypeptide-2-binding domain of B-type lamin.». Eur. J. Biochem. 251 (3): 729-33. PMID 9490046. doi:10.1046/j.1432-1327.1998.2510729.x.
- Dechat T, Gotzmann J, Stockinger A, et al. (1998). «Detergent-salt resistance of LAP2alpha in interphase nuclei and phosphorylation-dependent association with chromosomes early in nuclear assembly implies functions in nuclear structure dynamics.». EMBO J. 17 (16): 4887-902. PMC 1170818. PMID 9707448. doi:10.1093/emboj/17.16.4887.
- Furukawa K (1999). «LAP2 binding protein 1 (L2BP1/BAF) is a candidate mediator of LAP2-chromatin interaction.». J. Cell. Sci. 112 ( Pt 15): 2485-92. PMID 10393804.
- Weber PJ, Eckhard CP, Gonser S, et al. (1999). «On the role of thymopoietins in cell proliferation. Immunochemical evidence for new members of the human thymopoietin family.». Biol. Chem. 380 (6): 653-60. PMID 10430029. doi:10.1515/BC.1999.081.
- Dechat T, Korbei B, Vaughan OA, et al. (2000). «Lamina-associated polypeptide 2alpha binds intranuclear A-type lamins.». J. Cell. Sci. 113 Pt 19: 3473-84. PMID 10984438.
- Martins SB, Eide T, Steen RL, et al. (2001). «HA95 is a protein of the chromatin and nuclear matrix regulating nuclear envelope dynamics.». J. Cell. Sci. 113 Pt 21: 3703-13. PMID 11034899.